# 633
633(육백삼십삼)은 632보다 크고 634보다 작은 자연수다.

## 수학
- 합성수로, 그 약수는 1, 3, 211, 633이다. 진약수의 합은 215이므로, 633은 부족수다.
  - 193번째 반소수다. 앞의 반소수는 629, 다음 반소수는 634다.
- {\displaystyle 633=199+211+223=176+210+247}
  - 연속하는 세 소수(素數)(199, 211, 223)의 합으로 나타낼 수 있는 수다. 이 성질을 지닌 앞의 수는 607, 다음 수는 661이다.
  - 연속하는 세 오각수(176, 210, 247)의 합으로 나타낼 수 있는 수다. 이 성질을 지닌 앞의 수는 531, 다음 수는 744다.
- {\displaystyle 55^{5}-1}은 633으로 나누어떨어진다.

## 과학· 기술
- NGC 633(영어판): 조각가자리 방향에 있는 막대나선은하.
- 633 젤리마(영어판): 소행성.
- 코스모스 633호(영어판): 소련의 인공위성.

## 교통

### 항공
- KLM 633편 추락 사고(영어판)

### 철도
- 서울 지하철 6호선 약수역의 역번호.

### 도로
- 633번 지방도: 충청남도 당진시 송악읍 반촌리에서 송산면 성구미마을까지 이어지는 대한민국의 지방도.
- 633번 홋카이도도(일본어판)

## 군사
- U-633(영어판): 제2차 세계 대전에 사용된 나치 독일의 군용 잠수함.
- 프로젝트 633형 잠수함: 소련의 디젤 잠수함.

## 문화유산
- 대한민국의 보물 제633호: 경주 황남동 금제 드리개

## 작품
- 《633 폭격대》(1964년): 영국의 전쟁 영화.

## 기타
- 연도: 633년, 기원전 633년
- 633 빌딩(영어판): 미국 위스콘신주 밀워키에 있는 사무용 건물.
- 대한민국의 공교육 제도는 6-3-3 학제 또는 6-3-3-4학제로 되어 있다.